# Diego de Haedo
Diego de Haedo est un abbé bénédictin espagnol, savant et historien, né à Valladolid (?) et mort dans la première partie du XVIIe siècle.
Il appartenait à une antique famille de Biscaye qui avait la prétention de faire remonter ses origines à l'invasion des Maures.
Un de ses parents, qui portait le même nom que lui, archevêque de Palerme, se distinguait par ses vertus et sa charité fervente, rachetant de nombreux captifs de la côte barbaresque. C'est ce prélat qui l'attira en Sicile ; il en devint chapelain et fut nommé abbé de Fromesta.
Diego de Haëdo fut captif à Alger de 1578 à 1581. Il est l'auteur de deux ouvrages : Topographia e Historia general de Argel (Topographie et histoire générale d'Alger) et Epitome de los Reyes de Argel (Histoire des rois d'Alger) qui ont une grande portée historique. Deux œuvres indispensables à tous ceux qui étudient l'histoire de la régence d'Alger car ce sont les seuls livres qui font le récit de certains évènements survenus au XVIe siècle.